# 日島村
日島村（ひのしまむら）は、長崎県南松浦郡にあった村。五島列島のうち日島ほか周辺島嶼部、および若松島の西部を主な村域とした。1956年（昭和31年）に若松島内の東隣に位置する若松村と新設合併し町制施行。若松町となった。
現在は新上五島町の一部となっている。

## 地理
五島列島のうち日島（日ノ島、日之島とも）、有福島、漁生浦島および若松島の西部を主な村域とする。
- 島嶼：相ノ島、龍宮小島
- 山：バンヤノ峠（祇園山）、馬頭山、若松越

## 沿革
- 1889年（明治22年）4月1日 - 町村制施行により、南松浦郡日島村が単独村制にて発足。
- 1897年（明治30年） - 村役場を日島郷から漁生浦郷に移転。
- 1956年（昭和31年）9月25日 - 若松村と合併し町制施行。若松町が発足し、日島村は自治体として消滅。

## 地名
郷を行政区域とする。日島村は1889年の町村制施行時に単独で自治体として発足したため、大字は無し。
- 有福郷（ありふく）
- 榊ノ浦郷（さかきのうら）
- 日島郷
- 間伏郷（まぶし）
- 漁生浦郷（りょうせがうら）